# Niels Gutschow
Niels Gutschow (* 27. November 1941 in Hamburg) ist ein deutscher Architekt und Bauhistoriker mit Schwerpunkten auf der Architekturgeschichte Asiens sowie der deutschen Stadtplanung im Zweiten Weltkrieg und im geteilten Deutschland.

## Leben
Seine Ausbildung begann der Sohn des Architekten Konstanty Gutschow mit einer Reise durch Asien und einem Aufenthalt als Mönch in einem buddhistischen Kloster in Rangun. In Japan absolvierte er 1962/1963 ein Zimmerer-Praktikum. An der Technischen Hochschule Darmstadt studierte er von 1963 bis 1970 Architektur. 1971 war er Teammitglied im ersten bilateralen Schutzprojekt in der kleinen nepalesischen Königsstadt Bhaktapur, wo das Priesterhaus Pujari Math wieder hergerichtet wurde. 1973 folgt die Promotion über Japanische Burgstädte im Fachgebiet Baugeschichte.
Von 1974 bis 1978 forschte er zum einen in Nepal und Indien zum Thema Stadt und Ritual bzw. am Nachweis von Prozessionswegen, zum anderen an der Technischen Hochschule Darmstadt zur Revitalisierung historischer Altstädte in Europa.
Während er als Denkmalpfleger in Münster von 1978 bis 1980 maßgeblich am Aufbau der Unteren Denkmalbehörde beteiligt war, wurden Architektur und Stadtplanung in Westdeutschland während des Zweiten Weltkriegs und in der Nachkriegszeit zu einem Forschungsschwerpunkt (u. a. mit Werner Durth), den er ab 1989 mit Forschungen über die Architektur und den Städtebau in der DDR von 1945 bis 1960 ausweitete (u. a. mit Jörn Düwel).
Seine Bauforschung in Südasien mit zwölf langjährigen Projekten wird seit 1970 von der Deutschen Forschungsgemeinschaft (DFG) unterstützt: Für die Gesellschaft für Technische Zusammenarbeit erstellte er ein Gutachten zur Sozialstruktur in Bhaktapur und begleitet die dortigen Maßnahmen zur Erhaltung und Entwicklung bis 1990. Von 1980 bis 1988 nahm er in Nepal Ortschaften, Paläste und Tempel in ein Denkmalinventar auf, wobei er sich ab 1986 mit dem Bautyp von Stupas beschäftigte.
Seit 2004 ist er Honorarprofessor am Institut für Indologie der Universität Heidelberg und lebt in Abtsteinach und Bhaktapur.
Niels Gutschow ist seit 2013 Mitglied der Freien Akademie der Künste in Hamburg. Als Kurator der Ausstellung Die erwartete Katastrophe im Sommer 2013 wertete er den väterlichen Nachlass aus.
Seine Publikationen umfassen ca. 150 Zeitschriftenartikel sowie 37, teilweise mit anderen Autoren verfasste Bücher. Im September 2009 erhielt er in Hamburg den Literaturpreis des Verbands Deutscher Architekten- und Ingenieurvereine und im Februar 2015 wurde ihm das Bundesverdienstkreuz verliehen.

## Schriften (Auswahl)
- Die japanische Burgstadt. (= Bochumer geographische Arbeiten, Heft 24.) Schöningh, Paderborn 1976, ISBN 3-506-71204-7. (Dissertation)
- Stadtraum und Ritual der newarischen Städte im Kathmandu-Tal. Eine architekturanthropologische Untersuchung. Kohlhammer Verlag, Stuttgart 1982, ISBN 3-17-007736-8.
- mit Johannes Cramer: Bauausstellungen. Eine Architekturgeschichte des 20. Jahrhunderts. Kohlhammer Verlag, Stuttgart 1984, ISBN 3-17-008343-0.
- mit Ishwaranand Shresthacarya und Bernhard Kölver: Newar Towns and Buildings. An Illustrated Dictionary NewÁrÍ-English. VHG Wissenschaftsverlag, St. Augustin 1987, ISBN 3-88280-028-3.
- mit Werner Durth: Träume in Trümmern. Planungen zum Wiederaufbau zerstörter Städte im Westen Deutschlands 1940–1950. Vieweg Verlag, Braunschweig / Wiesbaden 1988, ISBN 3-528-08706-4.
- mit Hartwig Beseler (Hrsg.): Kriegsschicksale Deutscher Architektur. 2 Bände, Karl Wacholtz Verlag, Neumünster 1988, ISBN 3-529-02685-9.
- mit Barbara Klain: Vernichtung und Utopie. Stadtplanung Warschau 1939–1945. Junius Verlag, Hamburg 1994, ISBN 3-88506-223-2.
- The Nepalese Caitya. 1500 Years of Buddhist Votive Architecture in the Kathmandu Valley. Edition Axel Menges, Stuttgart 1997, ISBN 3-930698-75-7.
- mit Werner Durth und Jörn Düwel: Ostkreuz (Bd. I) und Aufbau (Bd. II). Architektur und Städtebau der DDR. Campus Verlag, Frankfurt am Main 1998, ISBN 3-593-35933-2.
- mit Siegfried Enders (Hrsg.): Hozon. Architectural and Urban Conservation in Japan. Edition Axel Menges, Stuttgart 1998, ISBN 3-930698-98-6.
- mit Jörn Düwel: Städtebau in Deutschland im 20. Jahrhundert. Ideen, Projekte, Akteure. Teubner Verlag, Stuttgart / Leipzig / Wiesbaden 2001, ISBN 3-519-03445-X.
- Ordnungswahn. Architekten planen im „eingedeutschten Osten“ 1939–1945. (= Bauwelt-Fundamente, Band 115.) Birkhäuser Verlag, Basel / Boston / Berlin 2001, ISBN 3-7643-6390-8.
- mit Wim Denslagen (Hrsg.): Architectural Imitations. Reproductions and Pastiches in East and West, Maastricht: Shaker Publications, 2005, ISBN 90-423-0260-7.
- mit Jörn Düwel: „Fortgewischt sind alle überflüssigen Zutaten“. Hamburg 1943. Zerstörung und Städtebau. Lukas Verlag, Berlin 2008, ISBN 978-3-86732-029-0.
- Architecture of the Newars. A History of Building Typologies and Details in Nepal. 3 vols., Serindia Publications, Chicago 2011, ISBN 978-1-932476-54-5.
- mit Jörn Düwel (Hrsg.): A Blessing in Disguise. War and Town Planning in Europe 1940–1945. DOM Publishers, Berlin 2013, ISBN 978-3-86922-295-0.
- mit Katharin Weiler (Hrsg.): Spirits in Transcultural Skies. Auspicious and Protective Spirits in Artefacts and Architecture Between East and West. Springer, Heidelberg u. a. 2014, ISBN 978-3-319-11631-0.
- Bhaktapur. Urban Space and Ritual. / Bhaktapur. Stadt und Ritual. 2 vols., DOM publishers, Berlin 2017, ISBN 978-3-86922-522-7.
- The Sky Face. Kirtimukha and Related Hybrid Creatures in the Architecture of Nepal, South- and Southeast Asia. Vajra Book, Kathmandu 2019, ISBN 978-9937-9330-9-4.
- Chörten in Nepal. Architecture and Buddhist Votive Practice in the Himalaya. DOM publishers, Berlin 2021, ISBN 978-3-86922-742-9.
- Obsesja Porządku. Niemieccy architekci planujaą w okupowanej Polsce, 1939–1945. Wydawnictwa Universytetu Warszawskiego, Warszawa 2021, ISBN 978-83-235-5255-0.
- mit Jörn Düwel: Friedrich Tamms. Architektur und Städtebau. Gewissheiten und Gesetzmäßigkeiten. DOM publishers, Berlin 2021, ISBN 978-3-86922-768-9.